# Cmentarz żydowski w Cieszowej
Cmentarz żydowski w Cieszowej – cmentarz położony kilkaset metrów od miejscowości Cieszowa w gminie Koszęcin.

## Historia
Cmentarz, wraz z istniejącą do XX wieku synagogą założony został prawdopodobnie przed XVIII wiekiem, jednak data powstania cmentarza nie jest znana. Na terenie cmentarza znajduje się kilkadziesiąt nagrobków na obszarze 0,5 ha, porośniętym lasem. Od strony frontowej istnieją pozostałości po dawnej bramie cmentarnej. Napisy na nagrobkach wykonane są w języku niemieckim i hebrajskim. Większość z nich pochodzi z XIX wieku.
Cmentarz jest częściowo zdewastowany. Do lat 90. XX wieku macewy leżały połamane na ziemi, częściowo zarastając. Część z nich poddana została konserwacji przez lokalnego działacza społecznego Jana Myrcika z Koszęcina. W sierpniu 2008 roku cmentarz został poważnie uszkodzony po przejściu trąby powietrznej.

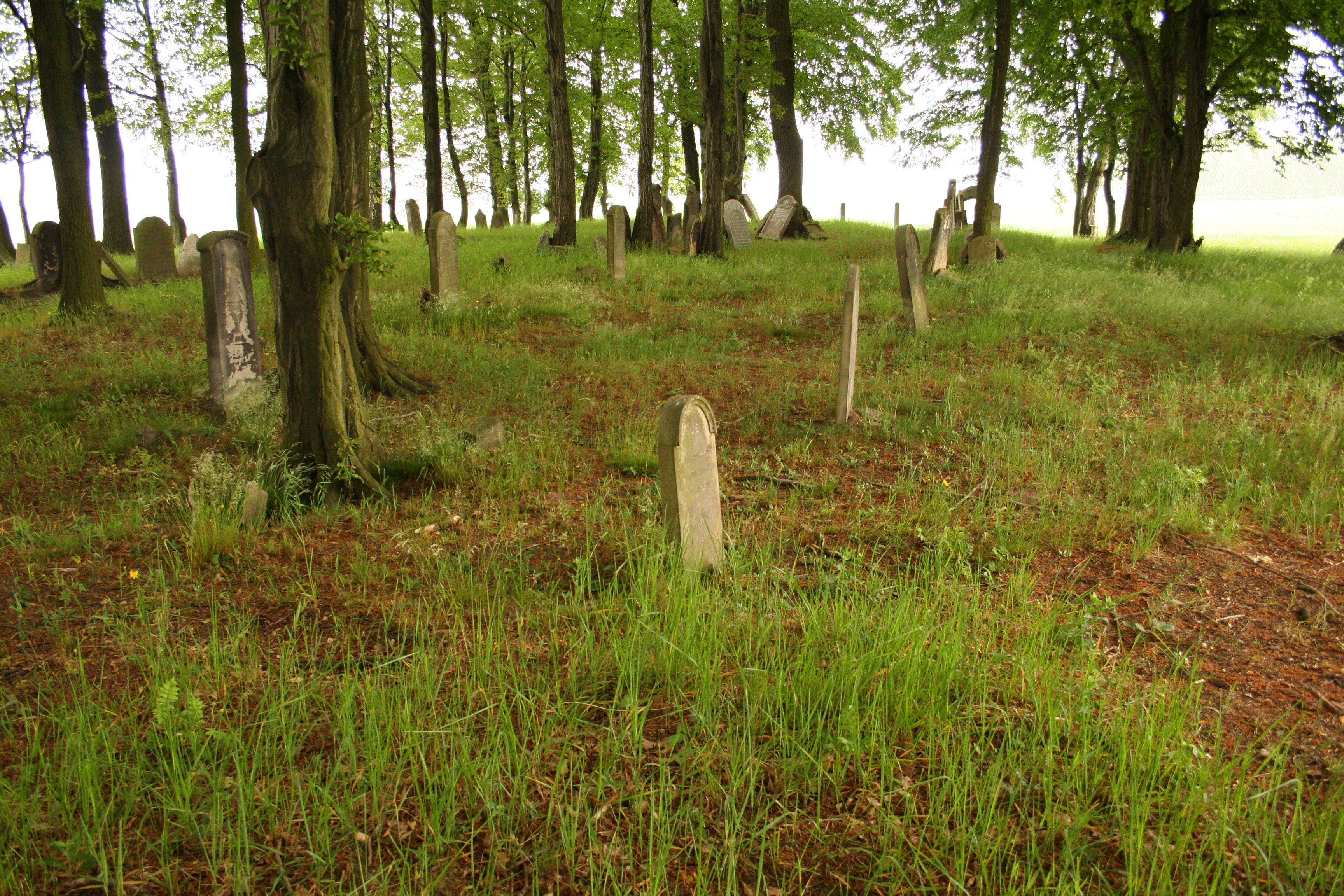
Widok cmentarza od wewnątrz

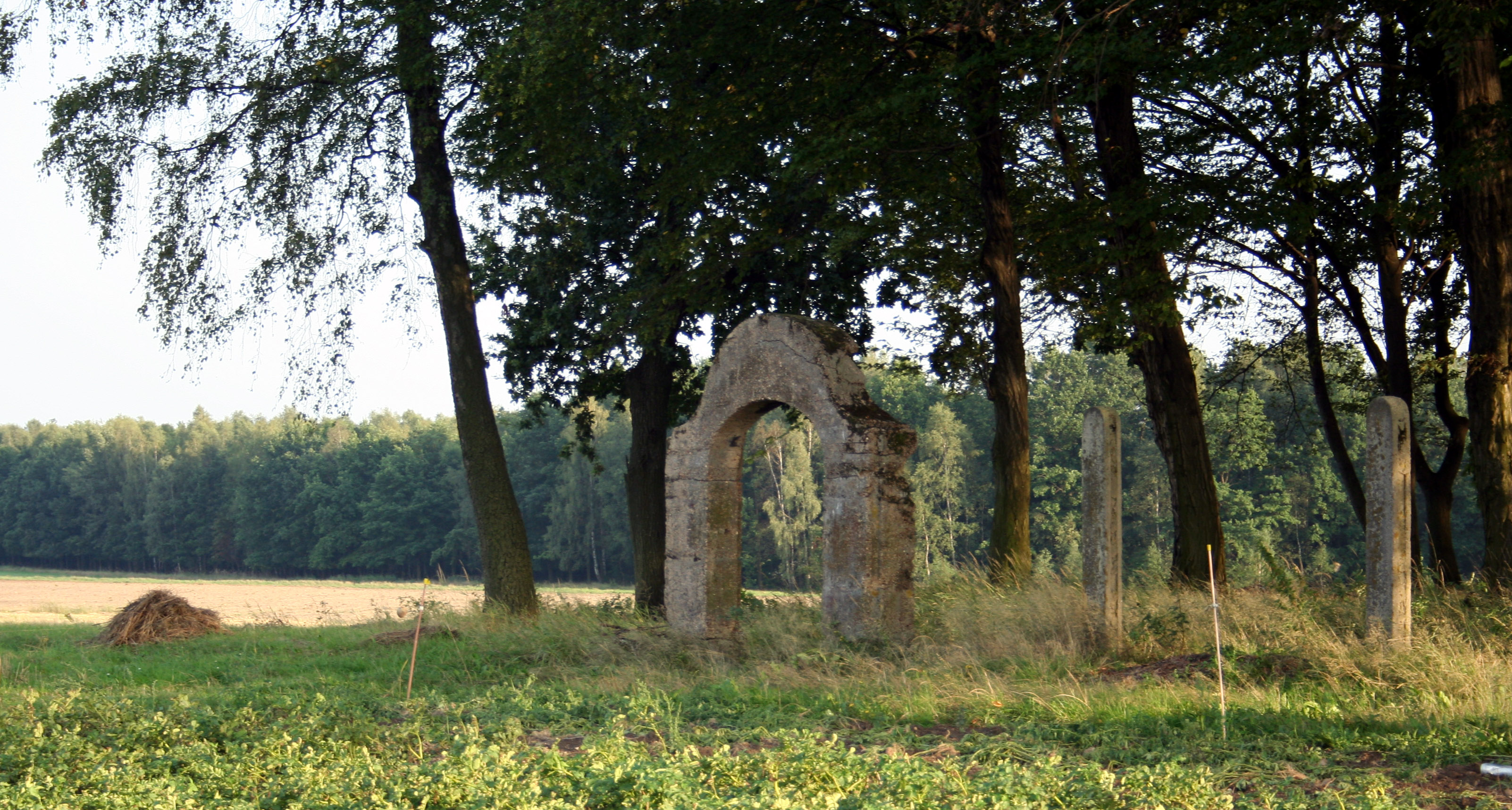
Brama cmentarza, widok od strony północnej
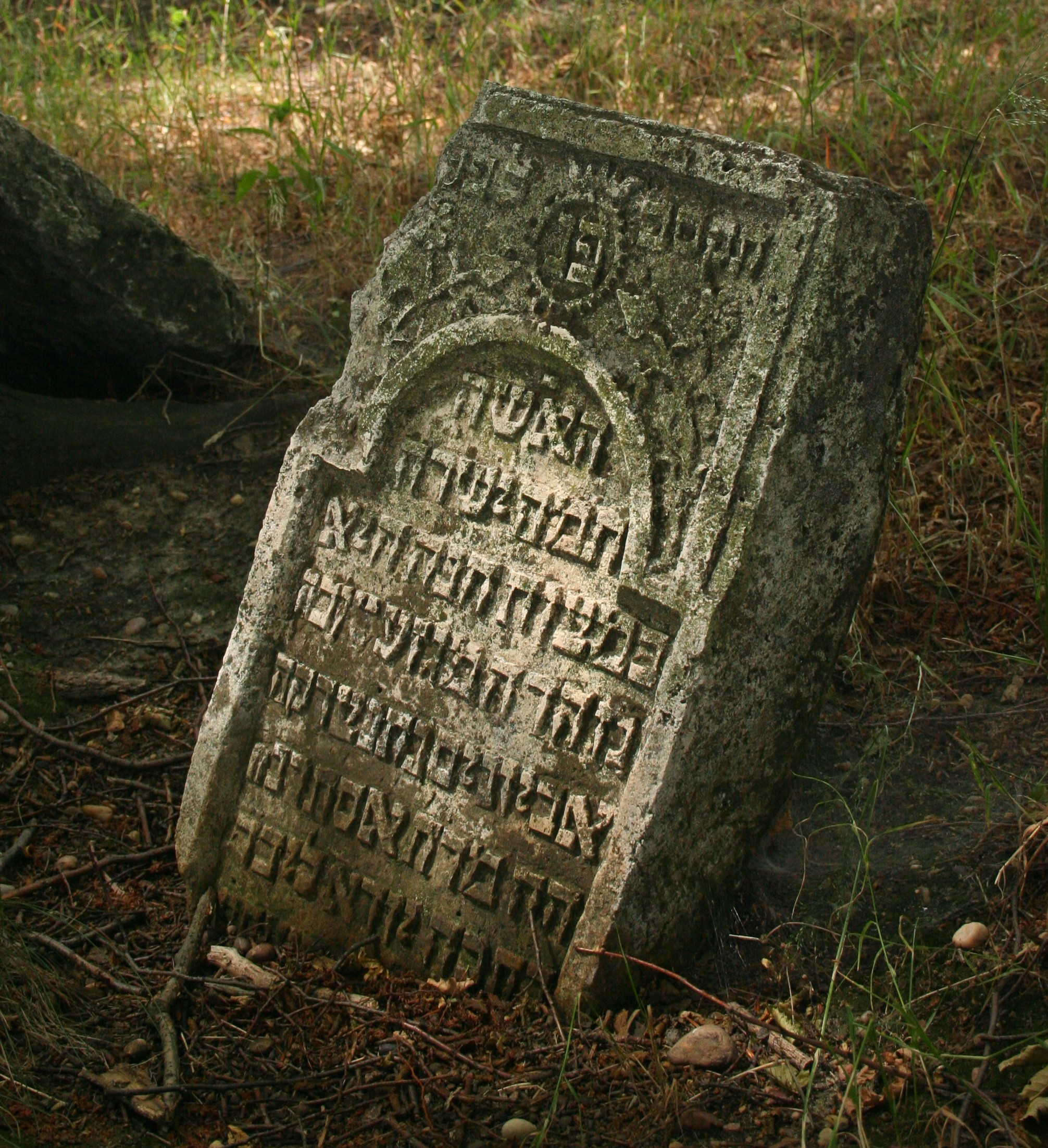
Jedna z wielu uszkodzonych macew
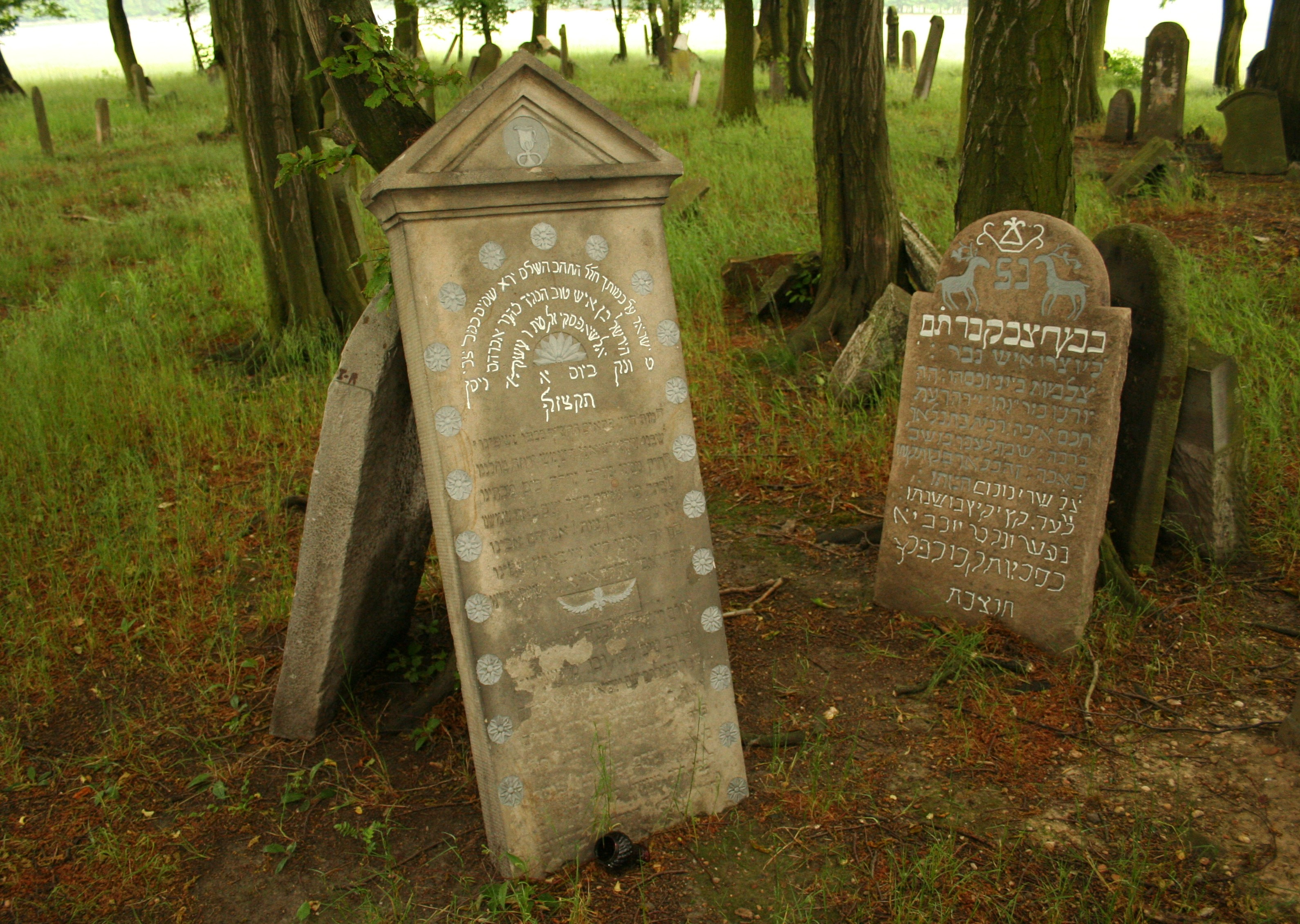
Kilka macew po konserwacji
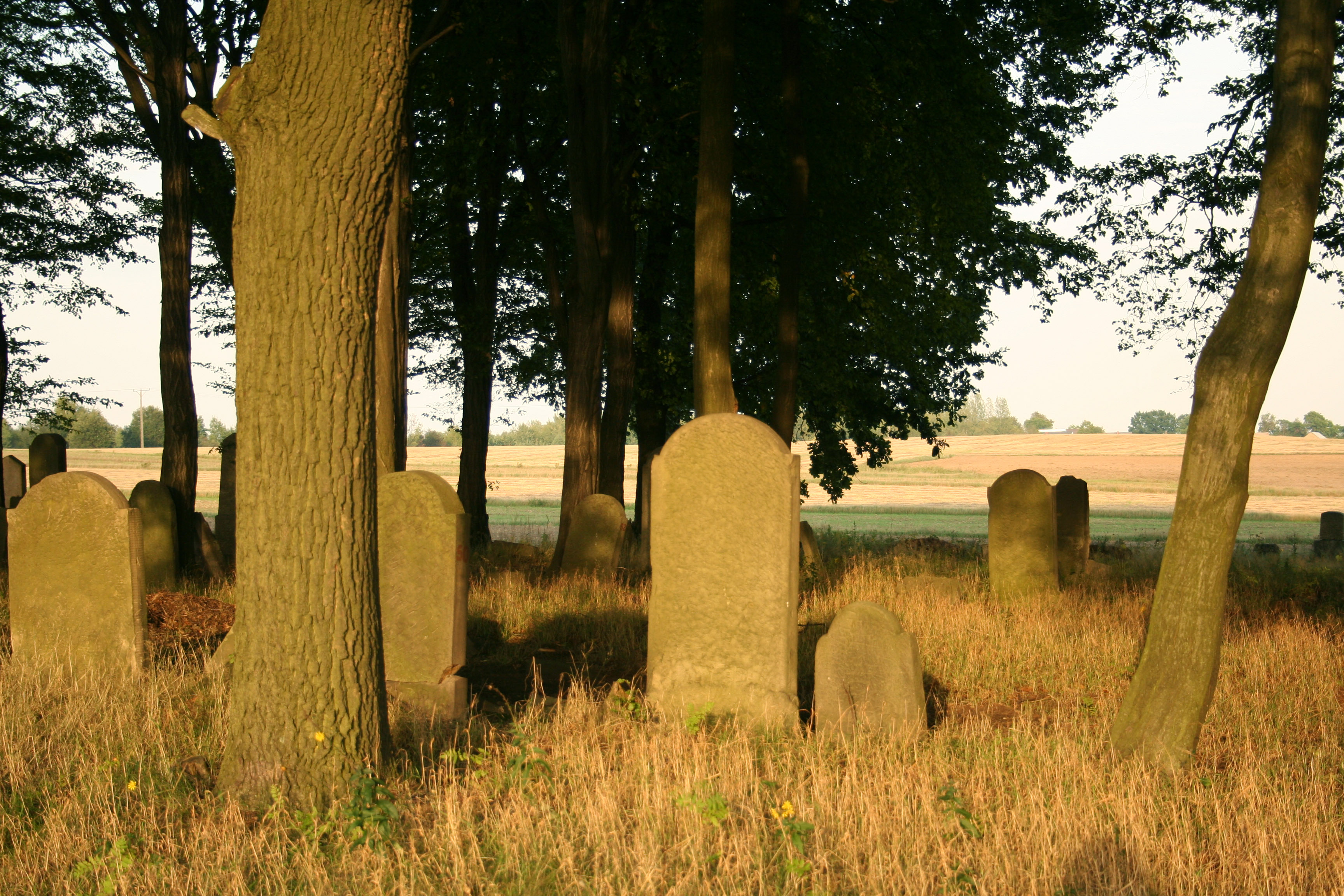
Macewy – widok od strony zachodniej